# Neftekoumsk
Neftekoumsk (en russe : Нефтекумск) est une ville du kraï de Stavropol, en Russie, et le centre administratif du raïon de Neftekoumsk. Sa population s'élevait à 24 360 habitants en 2020.

## Géographie
Neftekoumsk est située sur la rive droite de la rivière Kouma, à 305 km à l'est de Stavropol. 

## Histoire
Neftekoumsk est fondée en 1961 comme un centre d'extraction pétrolière. Elle reçoit le statut de commune urbaine en 1962 et le statut de ville en 1968.

## Population
Recensements ou estimations de la population
| 1959* | 1970*  | 1979*  | 1989*  | 2002*  | 2006   |
| ----- | ------ | ------ | ------ | ------ | ------ |
| 1 700 | 14 626 | 20 248 | 22 092 | 27 395 | 26 863 |

| 2010*  | 2012   | 2013   | 2014   | 2015   | 2016   |
| ------ | ------ | ------ | ------ | ------ | ------ |
| 27 687 | 26 987 | 26 247 | 25 566 | 25 152 | 24 958 |

| 2017   | 2018   | 2019   | 2020   | - | - |
| ------ | ------ | ------ | ------ | - | - |
| 24 841 | 24 763 | 24 472 | 24 360 | - | - |